# 馬璘
馬 璘（ば りん、721年 - 777年）は、唐代の軍人。本貫は岐州扶風県。

## 経歴
右司御率府兵曹参軍の馬晟の子として生まれた。幼くして父を失ったが、困窮しても生業にたずさわらなかった。二十数歳にして、馬璘は『後漢書』馬援伝を読み、「大丈夫たるもの辺野に死ぬべきだ。馬革の裏に遺体を包んで帰ろう」の節までくると、「わが祖先の功業も地に落ちたものではないか」と溜息をついた。開元末年、安西で従軍した。前後して奇功を挙げ、左金吾衛将軍同正に累進した。
至徳元載（756年）、馬璘は武装した兵士3000を率いて、安西から鳳翔府に駆けつけた。粛宗に東征を任され、陝県の近郊で反乱軍を殲滅し、河陽で反乱軍を撃破するのに、いずれも殊功を立てた。宝応元年（762年）、馬璘は洛陽奪回を目指す李光弼の東征軍に従軍した。史朝義が自ら精鋭の兵を率いて北邙山で唐軍を阻み、山のような営塁を築いたため、唐の諸将もあえて動こうとしなかった。馬璘はひとり部下を率いて出撃し、反乱軍の陣中に四度突入して、反乱軍の潰走の原因を作った。太常寺卿に試用された。
宝応2年（763年）、吐蕃が西北辺境に侵入すると、馬璘は代宗の命を受けて河西の援軍に赴いた。広徳元年（同年）、僕固懐恩が叛き、吐蕃を誘って侵入させると、代宗は陝州に避難した。馬璘はその日のうちに河西から転戦して、鳳翔府にいたった。ときに吐蕃軍が鳳翔府を包囲し、鳳翔節度使の孫志直は城を閉ざして守っていた。馬璘は包囲を破って城門に突入し、救援に入った。そのまま武装を解かず、城を背にして出戦し、吐蕃軍を敗走させた。馬璘は軽騎で追擊し、数千人を捕斬した。代宗が長安に帰ると、馬璘は代宗の召見を受けて慰労され、御史中丞を兼ねた。
永泰元年（765年）、馬璘は四鎮行営節度使に任じられ、南道和蕃使を兼ねた。禁軍を委ねられ、残敵を掃討した。永泰2年（766年）、四鎮北庭行営節度使および邠寧節度使となり、御史大夫を兼ね、検校工部尚書を加えられた。大暦3年（768年）、邠州で吐蕃軍2万を撃破した。四鎮北庭行営節度使のまま、権知鳳翔隴右節度副使・涇原節度使・涇州刺史を兼ね、涇州に移駐した。さらに鄭州・滑州を管轄した。涇州に着任すると、堡塁を建造して、防戦の兵器を修繕し、たびたび吐蕃を撃破した。吐蕃もあえて涇州に侵入しなくなり、馬璘は検校尚書右僕射を加えられた。代宗に重んじられて、検校尚書左僕射・知尚書省事に転じ、扶風郡王に進封された。大暦11年12月13日（777年1月26日）、死去した。享年は56。司徒の位を追贈された。諡は武といった。

## 子女
- 馬旰（光禄寺少卿・上柱国）
- 馬晧（主客員外郎・上柱国）
- 馬晤（河南府参軍）
- 馬晞（太常寺奉礼郎）
- 馬曙（弘文館明経）

## 伝記資料
- 『旧唐書』巻152 列伝第102
- 『新唐書』巻138 列伝第63